# هاباراکادا
هاباراکادا (به لاتین: Habarakada) یک منطقهٔ مسکونی در سری‌لانکا است که در استان جنوبی (سری‌لانکا) واقع شده‌است.